# Joja Ricov
Joja Ricov (Kali na Ugljanu 25. ožujka 1929. - Zagreb, 23. siječnja 2017.) hrvatski književnik i profesor, antitotalitarist.

## Životopis
U osnovnu školu je krenuo u Kalima, nastavio u Zadru i završio školovanje u Zagrebu. Profesor je slavistike, pjesnik, prevoditelj, književni i likovni kritičar, esejist, publicist i dramski pisac. U partizanima je od srpnja 1943., zatočenik u nacističkom logoru Musapstan kraj Zadra 1944. Ni nova vlast nije bolja, od srpnja 1959. do travnja 1961. zatočenik je u konclogoru "Grgur" do Golog otoka zbog "kontrarevolucionarne" poezije Marabunte. Umjetnički je savjetnik kazališta "Trebbo" T. Comella u Milanu (1962. – 1963.), dopisni urednik milanskog periodika "D'Ars Agency" (1963. – 1967.), urednik "Hrvatskog književnoga lista" i Zajednice samostalnih pisaca TIN (1968. – 1969.), audio-rehabilitator u Centru SUVAG (1968. – 1984.), lektor hrvatskoga i srpskog jezika i književnosti na Državnome i Katoličkom sveučilištu u Milanu od 1973. do 1975. Član je specijalističke ekipe stručnjaka Verbotonalnoga sustava P. Guberine, uveo je u Italiji VM i AVGS metodu za rehabilitaciju slušnooštećenih i učenje stranih jezika.
Neka njegova djela u svojoj je antologiji Żywe źródła iz 1996. s hrvatskog na poljski prevela poljska književnica i prevoditeljica Łucja Danielewska.

## Nepotpun popis djela
- Ivo Mašina-pitate me, tko je to?, Lumin, Zagreb, 1994.[4]
- "Zadre moj domajo" Zagreb 2007. ISBN 978-953-227-051-8
- "Moj antifašizam : autobiografija", HKD Sv. Jeronim, Zagreb, 2006., ISBN 953-227-043-4
- "Verige: drame" Zagreb 2000.
- "Marabunta : pjesme" Zagreb 1968.
- spomen-knjiga Stošinečki spomendan (o Plešivičkom sastanku)[5]

Pjesme su mu izašle i na stranicama Hrvatskog slova, Zadarske revije i drugih listova.

## Nagrade i priznanja
- 2015.: Plaketa "Dobrojutro, more", s pjesničkih susreta u Podstrani.